# Alessandro Barbero
Alessandro Barbero (Torí, 30 d'abril de 1959) és un historiador italià especialitzat en història medieval, escriptor i comunicador mediàtic.
L'any 1981 es va diplomar a la Universitat de Torí. Posteriorment va estudiar a l'Escola Normal Superior de Pisa fins al 1984, obtenint una plaça com a professor d'història medieval a la Universitat de Roma II Tor Vergata.
L'any 1996 va guanyar el Premi Strega, L'any 1998 va esdevenir professor associat de la Universitat del Piemont oriental Amedeo Avogadro, amb seu a Vercelli; des del 2004 hi va exercir de professor ordinari fins al 2024 que es va jubilar.
Pertany al comitè de redacció de la revista Storia, ha col·laborat en les publicacions Tuttolibri de la La Stampa, Edat mitjana i el suplement cultural de Il Sole 24 ORI, a més del programa televisiu Superquark i l'emissora de ràdio Ràdio 2 de la Radiotelevisione Italiana.
A partir del 2007, gràcies a les seves intervencions a la televisió, va aconseguir un gran èxit professional, apropant el públic als temes capdals de la història mundial. Les noves tecnologies, els podtcàsting i els videos de les conferències i lliçons, explicades d'una manera entenedora i amena van aconseguir convertir-lo en un personatge popular i mediàtic, amb milions de seguidors.
El 2023 va rebre el Premi Manzoni a la seva carrera.

## Obra

### Novel·les
- 1995 - Bella vita e guerre altrui di Mr. Pyle gentiluomo, Mondadori. ISBN 88-04-42749-3. Premi Strega 1996.
- 1998 - Romanzo russo. Fiutando i futuri supplizi, Mondadori. ISBN 88-04-45063-0.
- 2001 - L'ultimo rosa di Lautrec, Mondadori. ISBN 88-04-48708-9.
- 2003 - Poeta al comando, Mondadori. ISBN 88-04-51215-6.
- 2011 - Gli occhi di Venezia, Mondadori. ISBN 9788804595434. Premi Alessandro Manzoni - città di Lecco 2011.
- 2021 - Alabama, Collana La memòria, Palerm, Sellerio, 2021, ISBN 978-88-389-4194-8

### Assajos
- 1983 - Il mito angioino nella cultura italiana e provenzale fra Duecento e Trecento, Biblioteca della Società Storica Subalpina.
- 1987 - L'aristocrazia nella società francese del medioevo. Analisi delle fonti letterarie (secoli X-XIII), Cappelli.
- 1991 - Un santo in famiglia. Vocazione religiosa e resistenze sociali nell'agiografia latina medievale, Rosenberg & Sellier.
- 1994 - Dizionario del Medioevo, Laterza ISBN 88-420-6374-6. Coescrito amb Chiara Frugoni.
- 1995 - Un'oligarchia urbana. Politica ed economia a Torino fra Tre e Quattrocento, Viella ISBN 88-85669-37-9.
- 1999 - Medioevo. Storia di voci, racconto di immagini, Laterza ISBN 88-420-5850-5. Coescrito amb Chiara Frugoni.
- 2000 - Carlo Magne: un padre dell'Europa, Laterza ISBN 88-420-7212-5.
- 2000 - Valle d'Aosta medievale, Liguori ISBN 88-207-3162-2.
- 2002 - La cavalleria medievale, Jouvence ISBN 88-7801-306-4.
- 2002 - Il ducato di Savoia. Amministrazione e corte di uno stato franco-italiano, Laterza ISBN 88-420-6708-3.
- 2003 - La guerra in Europa dal Rinascimento a Napoleone, Carocci ISBN 88-430-2697-6.
- 2003 - La battaglia. Storia di Waterloo, Laterza ISBN 88-420-7759-3.
- 2005 - 9 de agosto de 378. Adrianopoli il giorno dei barbari, Laterza ISBN 88-420-7765-8.
- 2006 - Barbari. Immigrati, profughi, deportati nell'impero romà, Laterza ISBN 88-420-8082-9.
- 2007 - Federico il Gran, Sellerio ISBN 88-389-2225-X.
- 2008 - Storia del Piemonte. Dalla preistoria alla globalizzazione, Einaudi.
- 2009 - Benedette guerre. Crociate e jihad, Laterza ISBN 9788842089872.
- 2010 - Lepant. La battaglia dei tre imperi, Laterza ISBN 8842088935, ISBN 9788842088936.

### Articles rellevants
- 1992 - Vassalli, nobili e cavalieri fra città e campagna. Un processo nella diocesi di Ivrea all'inizio del Duecento. Part de Studi Medievali, XXXIII.
- 1994 - La venalità degli uffici nello stato sabaudo. L'esempio del vicariato di Torino (1360-1536). Part de Studi Veneziani, XXVIII.
- 1999 - Liberti, raccomandati, vassalli. Le clientele nell'età di Carlo Magne. Part de Storica, XIV.

### Audiocomentaris
- 2003 - Carlo Magne - tratto da Carlo Magne: un pare dell'Europa.
- 2005 - La battaglia di Adrianopoli - tratto da 9 d'agost de 378. Adrianopoli il giorno dei barbari.
- 2006 - Federico il Gran.
- 2009 - Il divano di Istanbul.

### Conferències comercialitzades
- 2007 (25 de desembre) 800: l'incoronazione di Carlo Magne, "Lezioni di storia: i giorni di Roma", n.º 4 (Il Messaggero - Laterza). DVD d'una conferència oferta a l'auditori Parc della Musica de Roma.